# Stellicola pollex
Stellicola pollex är en kräftdjursart som beskrevs av Humes och Ho 1967. Stellicola pollex ingår i släktet Stellicola och familjen Lichomolgidae. Inga underarter finns listade i Catalogue of Life.